# Peixe-borboleta-africano
O borboleta-africano, Pantodon buchholzi, é a única espécie da família  Pantodontidae pertencendo a ordem dos Osteoglossiformes, não tendo nenhum parentesco com os borboletas das famílias Chaetodontidae (borboletas marinhas) e Gasteropelecidae (borboletas de rio).

## Adaptações
O borboleta-africano é um especialista em ficar na superfície da água. Possui (como todos os membros dos Osteoglossiformes, Holostei e Chondrostei uma proto-bexiga natatória, adaptada pra funcionar como pulmão, dupla,sendo o lado esquerdo menor que o direito para haver espaço para os órgãos internos). Seus olhos são constantemente voltados para a superfície e sua boca está adaptada para capturar as presas naquele nível de água. Quando consegue atingir suficiente velocidade na água, o borboleta-africano pode pular e pousar a uma pequena distância sobre a superfície para capturar as presas. As suas nadadeiras peitorais dão a este peixe o nome comum. O peixe come primariamente pequenos insetos.

## Localização
Borboletas-africanos são encontrados em lagos ácidos da África ocidental.  Eles requerem temperatura de 20-30 °C e concentram-se em áreas com correnteza nula a fraca, com bastante vegetação aquática. São comuns no Lago Chade, na bacia do rio Congo, baixo Níger, Camarões, Ogooue e alto Zambeze. Também têm sido encontrados no delta do Níger, baixo Ogun e no rio Cross.

## No aquário
O borboleta-africano pode ser mantido num aquário mínimo de 120 litros. Uma tampa é necessária no tanque devido aos seus hábitos saltadores. Durante a alimentação um cuidado especial é necessário: não se deve permitir em nenhuma circunstância que o peixe salte e abandone o lado de fora da água. Eles não preferem apenas comida viva, também comem flocos e alguns outros tipos de comida distribuída pela superficíe da água; também preferem tanques com plantas vivas, especialmente algumas flutuantes, providenciando locais sombreados para diminuir o estresse. Outras condições requeridas são a temperatura de 20 a 30°C, pH de 6,9-7,1 e o KH de 1-10.
O macho é esguio e possui a nadadeira anal côncava e bem mais longa. A fêmea é mais gordinha e apresenta a nadadeira anal reta. Eles se reproduzem sobre certas condições, produzindo uma grande massa de ovos flutuantes à superfície. Os ovos desenvolvem-se em aproximadamente sete dias.
Pelo fato de serem carnívoros, os borboletas-africanos precisam de uma dieta de mariposas, insetos, pequenos peixes, artêmias, minhocas ou outros tipos de alimentos vivos.
No aquário, os borboletas-africanos podem chegar a 10 cms. Os brboletas-africanos não devem ser mantidos com comedores de longas barbatanas ou peixes agressivos.